# Tinambac
Tinambac is een gemeente in de Filipijnse provincie Camarines Sur op het eiland Luzon. Bij de laatste census in 2007 had de gemeente ruim 59 duizend inwoners.

## Geografie

### Bestuurlijke indeling
Tinambac is onderverdeeld in de volgende 44 barangays:
| - Agay-Ayan - Antipolo - Bagacay - Banga - Bani - Bataan - Binalay - Bolaobalite - Buenavista - Buyo - Cagliliog - Caloco - Camagong - Canayonan - Cawaynan | - Daligan - Filarca - La Medalla - La Purisima - Lupi - Magsaysay - Magtang - Mananao - New Caaluan - Olag Grande - Olag Pequeño - Old Caaluan - Pag-Asa - Pantat - Sagrada | - Salvacion - Salvacion Poblacion - San Antonio - San Isidro - San Jose - San Pascual - San Ramon - San Roque - San Vicente - Santa Cruz - Sogod - Tambang - Tierra Nevada - Union |

## Demografie
Tinambac had bij de census van 2007 een inwoneraantal van 59.125 mensen. Dit zijn 3.517 mensen (6,3%) meer dan bij de vorige census van 2000. De gemiddelde jaarlijkse groei komt daarmee uit op 0,85%, hetgeen lager is dan het landelijk jaarlijks gemiddelde over deze periode (2,04%). Vergeleken met de census van 1995 is het aantal mensen met 9.940 (20,2%) toegenomen.

De bevolkingsdichtheid van Tinambac was ten tijde van de laatste census, met 59.125 inwoners op 351,62 km², 168,2 mensen per km².